# Thomas Hoeren
Thomas Hoeren é um jurista e professor alemão, especializado em Direito da Informação, Direito Civil e Direito Empresarial. Ele é professor na Faculdade de Direito da Universidade de Münster e chefe do Instituto de Telecomunicações, Informação e Lei de Imprensa.

## Biografia
Thomas Hoeren estudou Teologia e Direito na Universidade de Tübingen, na Universidade de Münster e na Guildhall University, em Londres, entre 1980-1987. Em 1986, graduou-se em Teologia em Münster. De outubro de 1986 a maio de 1988, realizou seu doutoramento em Direito (TI) na Universidade de Münster, apresentando sua dissertação intitulada: "Softwareüberlassung als Sachkauf" ("Licenciamento de Software como Compra de Produto"). Em maio de 1994, Thomas Hoeren recebeu a qualificação como professor de Direito Civil na Faculdade de Direito da Universidade de Münster (título: "Selbstregulierung Banken im-und Versicherungsrecht" ("Problemas no Direito da Concorrência em Relação à Autorregulação no Setor Bancário e de Seguros")).

## Carreira Acadêmica
Thomas Hoeren foi professor na Faculdade de Direito da Düsseldorf Heinrich-Heine-University de abril de 1994 a junho de 1997. Foi nomeado professor de Informação, Mídia e Direito Empresarial na Faculdade de Direito da Universidade de Münster e Chefe do Instituto de Telecomunicações, Informação e Lei de Imprensa, em junho de 1997. O Instituto trata de temas como Direito Civil, Direito Público e Direito Penal sobre o setor Direito da Informação e realiza pesquisas sobre Direitos de Propriedade Industrial e E-Learning.
Em 2004, Hoeren foi nomeado Research Fellow no Oxford Internet Institute da faculdade Balliol (Oxford). Desde 2004, Hoeren também é professor na Academia de Arte de Münster para Lei de Direitos Autorais e Direito da Arte. Além disso, ele é professor de Informação e TI de Direito da Universidade de Zurique e da Universidade de Viena.
Hoeren é um membro editorial da revista "Computer und Recht" e co-editor das revistas "Informação e Tecnologia de Comunicações Lei" e "EDI Law Review" desde 1997. Em 1998, foi nomeado co-editor da revista Multimedia und Recht (MMR). Em maio de 2005, ele se tornou editor para "Informatik und Recht" da revista suíça "Jusletter". Thomas Hoeren também é conselheiro editorial da revista "Legendum Ad" de Educação.

## Carreira Jurídica
Em junho de 1996, Hoeren tornou-se um juiz do Tribunal de Apelações, em Düsseldorf (Lei da Concorrência). Hoeren é um dos assessores jurídicos da Comissão Europeia (DG XIII) no "Conselho de Assessoria Jurídica em Tecnologia da Informação" e um membro do Grupo de Trabalho sobre Propriedade Intelectual da Comissão Europeia. Além disso, ele serve como conselheiro acadêmico para o DENIC e é membro do conselho do Centro de Pesquisa para o Direito da Informação da Universidade de St. Gallen. Desde junho de 2000, também é painelista no tema "nome e disputas de domínio" para a OMPI. Em 2005, se tornou um membro do comitê de peritos em Direitos Autorais e Direito Editorial na União Alemã para Proteção da Propriedade Intelectual.

## Prêmios
- Thomas Hoeren foi homenageado com o prêmio de investigação ALCATEL-SEL "Technische Kommunikation" ("Comunicação Técnica") em 2005.